# KGM Tivoli
KGM Tivoli — компактний кросовер корейської компанії KG Mobility, що виготовляється з 2015 року. Tivoli був першою новою моделлю SsangYong під управлінням Mahindra & Mahindra.  Він названий на честь італійського міста Тіволі, Лаціо, і ця назва була обрана тому, що ії можна прочитати як «I love[e] it» навпаки.   

## Історія

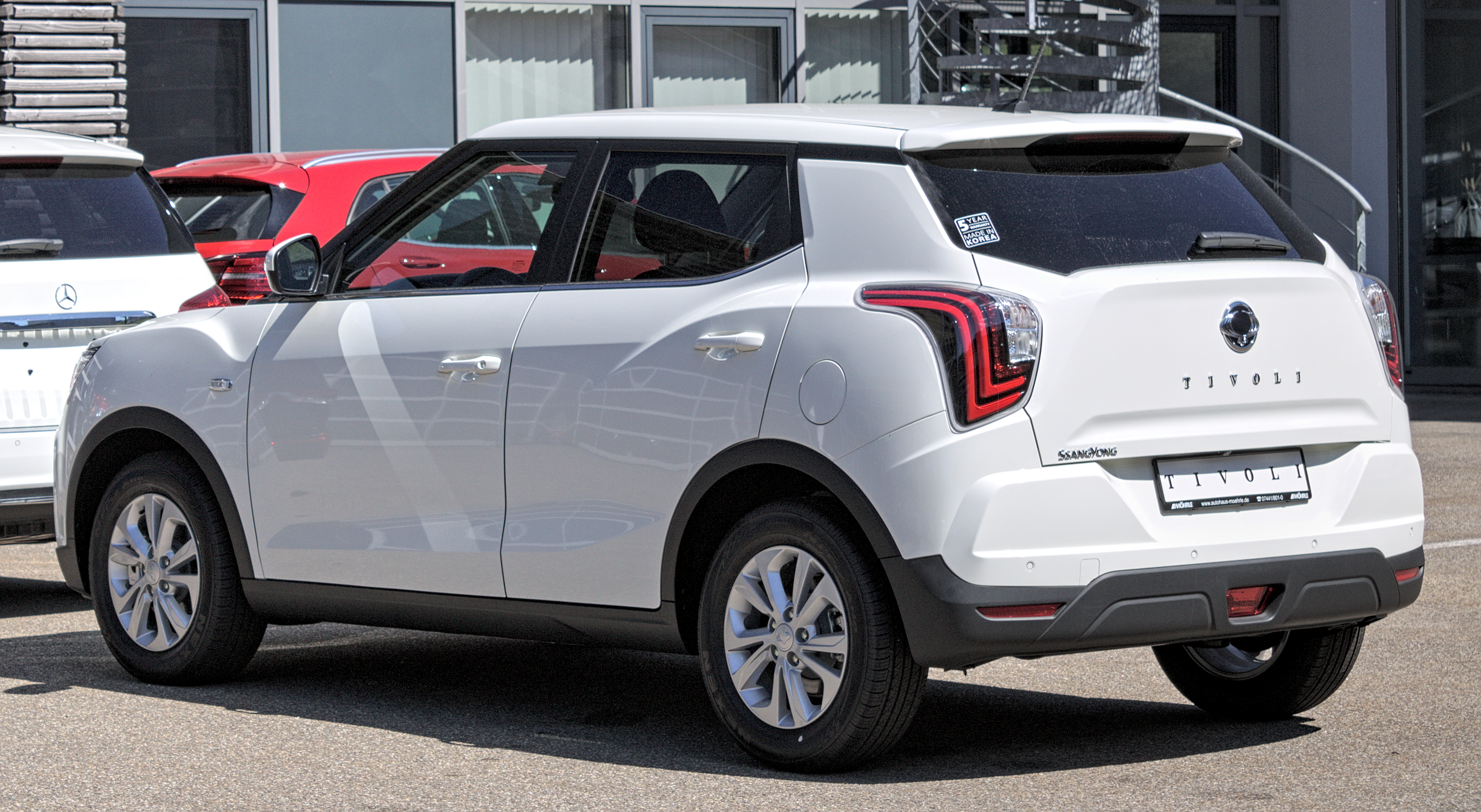
SsangYong Tivoli

Tivoli перебував у тестуванні та розробці протягом трьох років до оголошення в листопаді 2014 року та був представлений під назвою X100. Він був запущений у Південній Кореї в січні 2015 року.
Tivoli пропонується з бензиновим або дизельним 1,6-літровим двигуном на вибір і доступний у варіантах з приводом на два або чотири колеса. Він оснащений шестиступінчастою механічною або автоматичною коробкою передач AISIN, яка, як стверджує SsangYong, є такою ж швидкою та ефективною, як і система з подвійним зчепленням.

### Рестайлінг

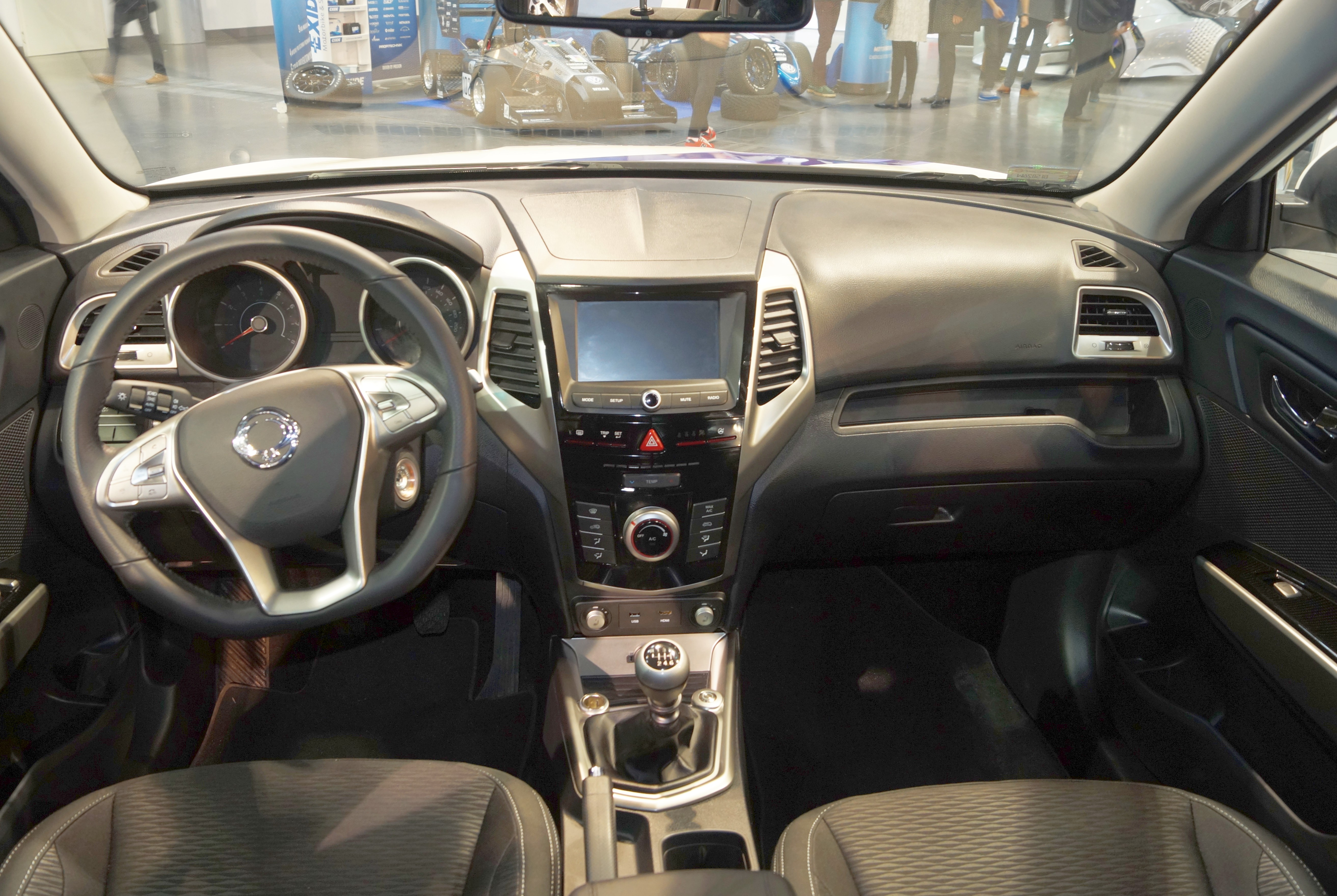
SsangYong Tivoli

У травні 2019 року SsangYong показала тизерне зображення та основні характеристики першого рестайлінгу Tivoli. Нова версія автомобіля була представлена 4 червня в Південній Кореї. 
Оновлений Tivoli отримав новий зовнішній дизайн, включаючи нові світлодіодні фари, протитуманні фари та нову графіку задніх ліхтарів. Приладова панель також змінила форму: з’явилася нова центральна панель, вентиляційні отвори, 10,25-дюймова цифрова панель приладів і 9,0-дюймова центральна інформаційно-розважальна система, сумісна з Apple CarPlay і Android Auto.
Оновлений Tivoli оснащений новим 1,5-літровим бензиновим двигуном з турбонаддувом, який замінить 1,6-літровий бензиновий двигун. 

## Tivoli XLV
KGM Tivoli XLV є розширеною версією Tivoli. Він подовжений на 245 мм, збільшуючи простір для зберігання речей у задній частині автомобіля з 423 до 720 літрів.

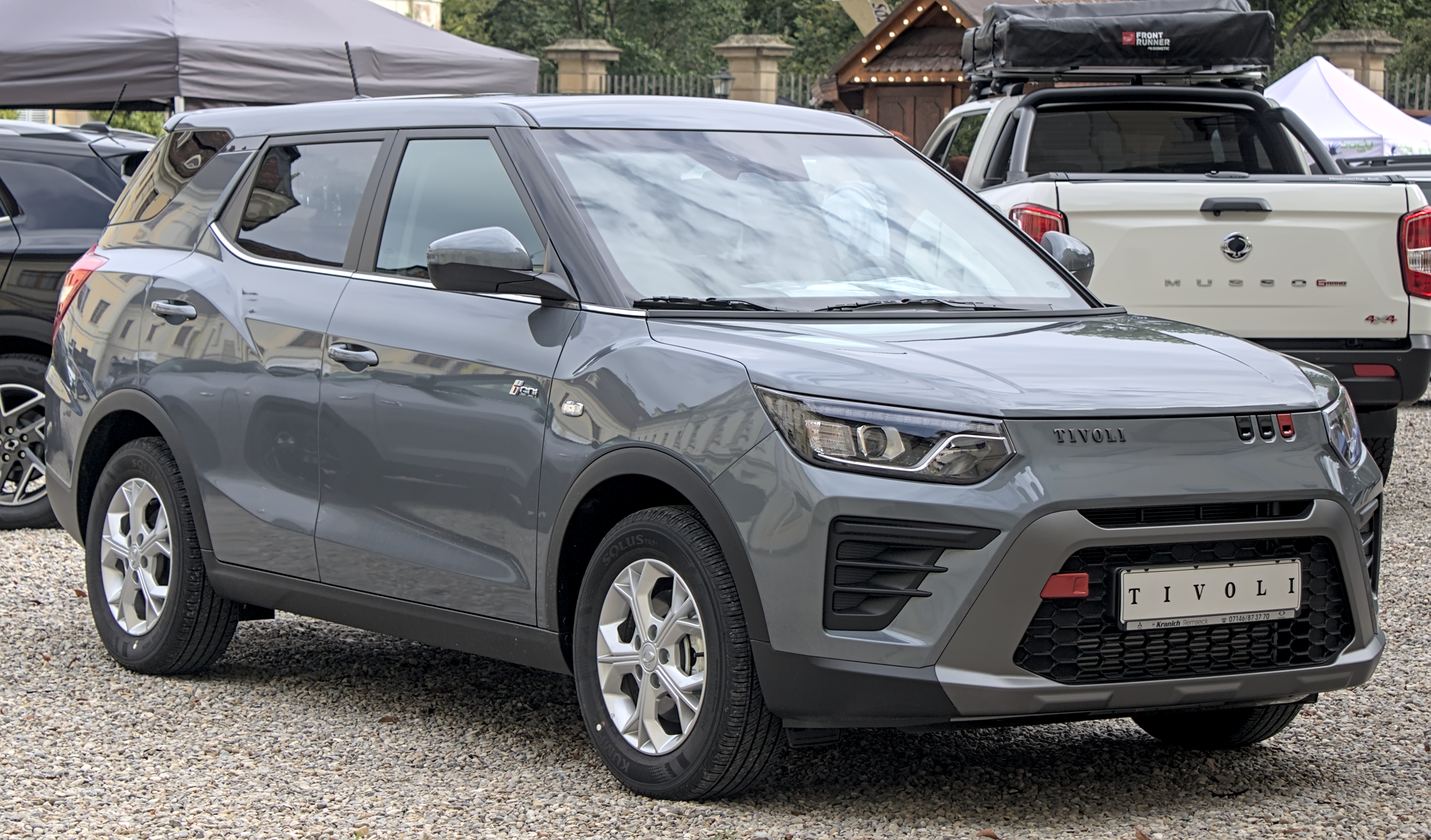
KGM Tivoli XLV
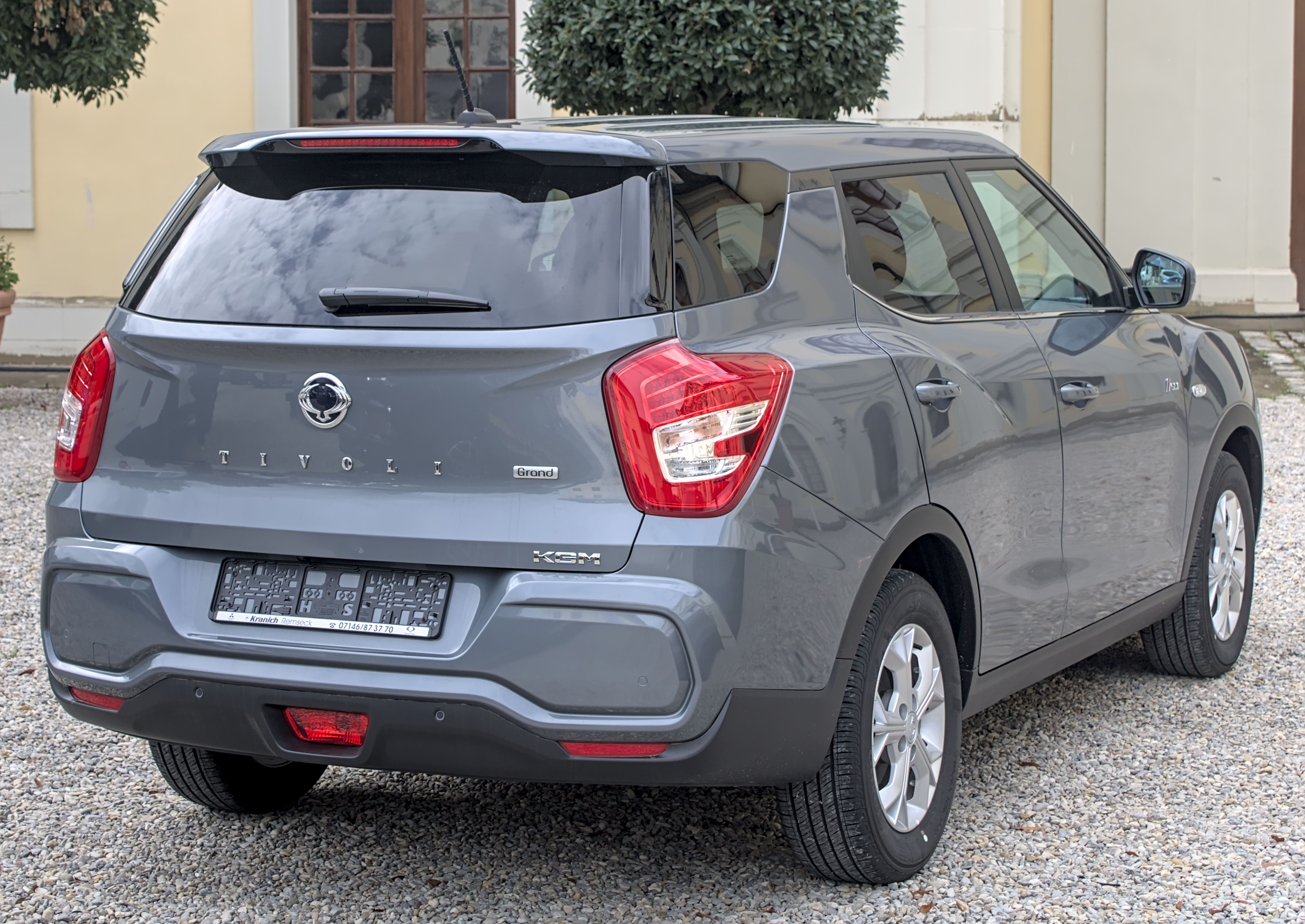

## Двигуни
Бензиновий
- 1.6 е-XGi160 128 к.с.

Дизельний
- 1.6 е-XDi160 115 к.с.